# Show No Mercy
Show No Mercy e дебютният албум на американската траш метъл група Слейър. Албумът е записан през ноември 1983 г., от 23 ч. вечерта до 7 ч. сутринта, за да се спестят пари от таксите за наемане на студиото. Това е албумът на Слейър, най-много повлиян от NWOBHM, съчетаващ по-бързите и мрачни елементи от музиката на Джудас Прийст с бруталното пънк звучене на Моторхед. Включва станалите класически за феновете песни „Die By The Sword“, „The Antichrist“ и „Black Magic“.

## Състав
- Том Арая – бас, вокали
- Джеф Ханеман – китара
- Кери Кинг – китара
- Дейв Ломбардо – барабани